# Schizomyia samaralukensis
Schizomyia samaralukensis är en tvåvingeart som beskrevs av Fedotova 2007. Schizomyia samaralukensis ingår i släktet Schizomyia och familjen gallmyggor. Inga underarter finns listade i Catalogue of Life.